# 阿伯丁市政厅
阿伯丁市政厅（英語：Aberdeen Town House）是苏格兰阿伯丁的市政设施，是阿伯丁市议会的总部，位于城堡街，已列为A类登录建筑。

## 历史

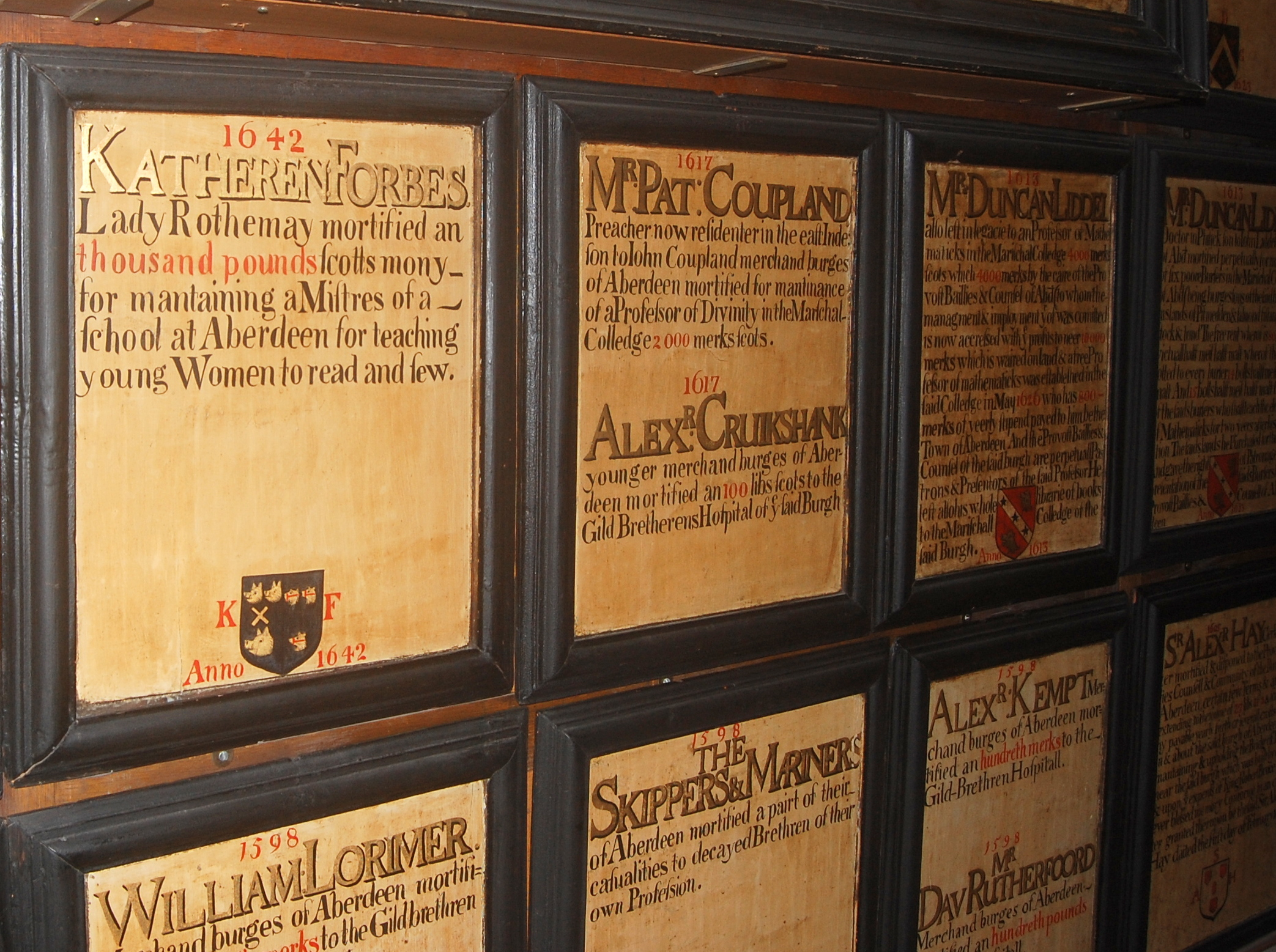

19世纪上半叶人口迅速增长，市民领袖们认为17世纪早期的Tolbooth和19世纪早期的的法院大楼已不足以满足需求，决定拆除旧的法院大楼，并将Tolbooth的剩余部分融入新建筑中。
新建筑由佩迪和金尼尔（Peddie and Kinnear）设计，苏格兰男爵风格，于1874年完工 。该设计包括一个不对称的正立面。